# .tp
‎.tp‏ دامنه اختصاص داده شده به تیمور شرقی بود. این پسوند مخفف Timor Português (تیمور پرتقالی) است.
بعد از استقلال از اندونزی این کشور از پسوند .tl استفاده می‌کند.